# ガッカ

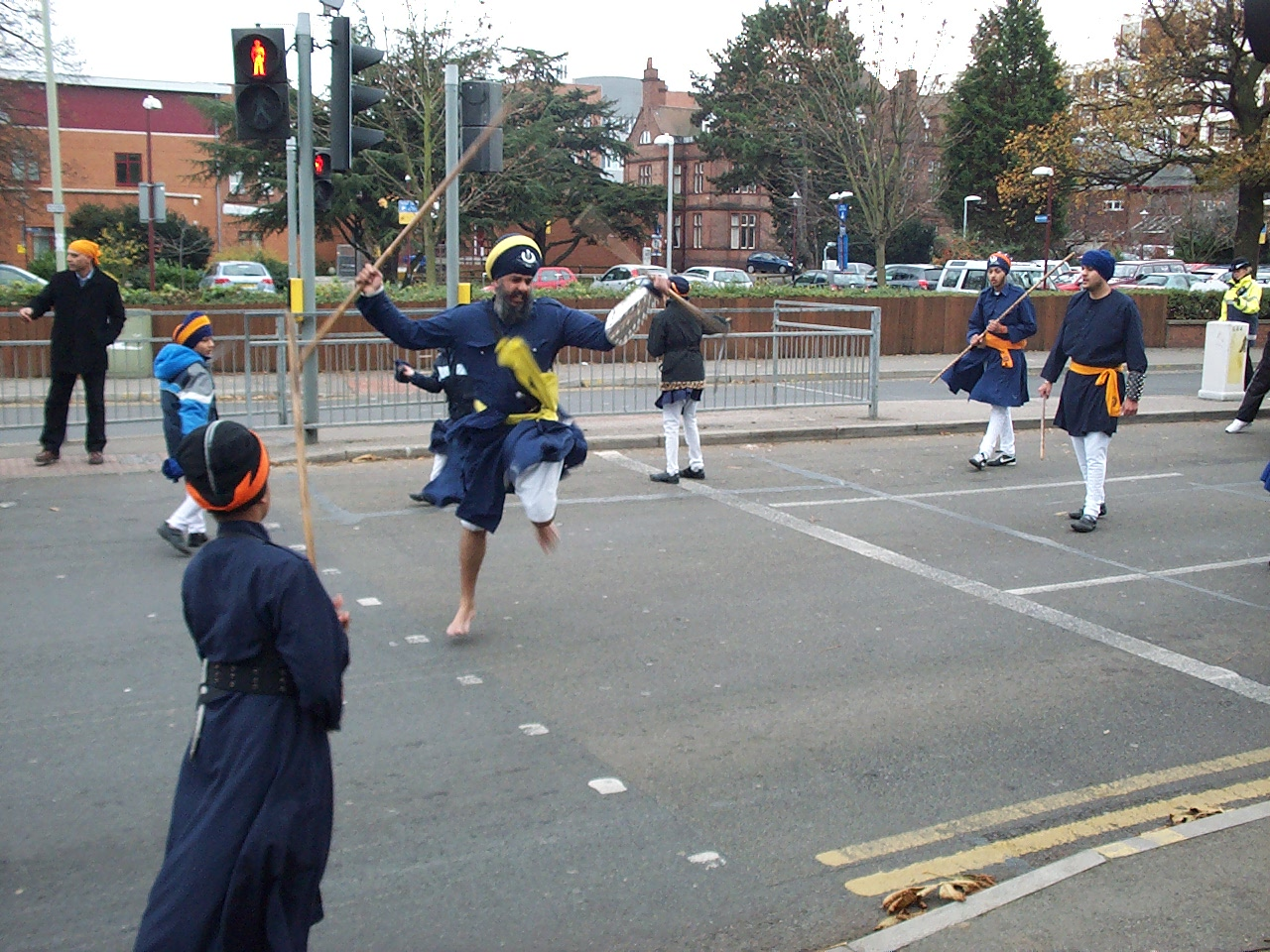
グル・ナーナクの538回目の誕生日を祝って演武する人々

ガッカ（英語 Gatka、パンジャーブ語 ਗਤਕਾ）とは、インドのシク教徒に伝わる武術。

## 概要
武器術である。元々は剣術だけを伝えていたが、今では槍、弓矢等の様々な武器を遣う。
シク教の寺院（グルドワーラー）やクシュティの道場で稽古を行っている。

## 歴史

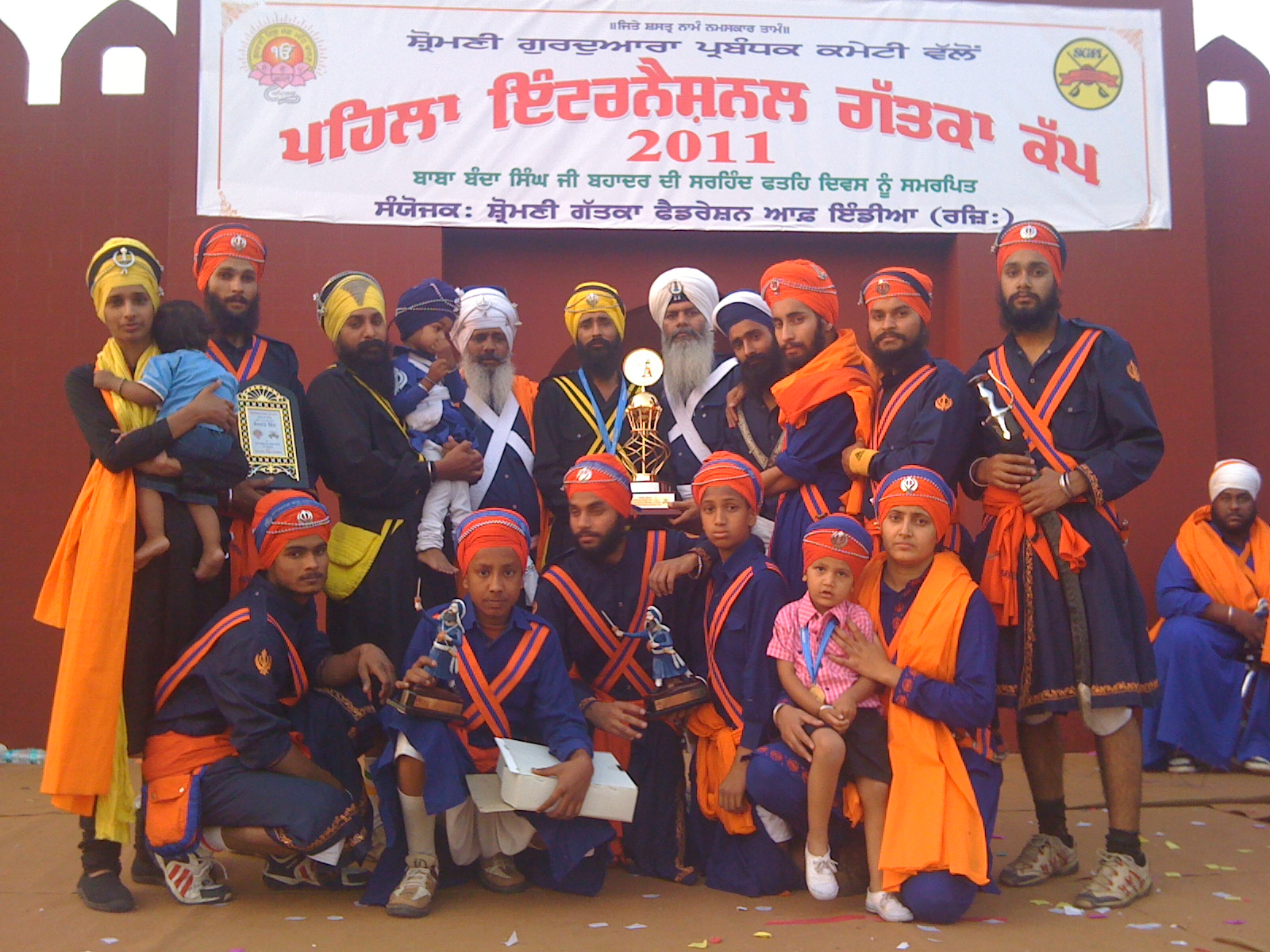
ワールド・ガッカ・カップのシク教徒

シク教徒には、ラージプート（クシャトリア階級の王族の一種）の武術があり、古くからの伝統があった。
ムガル帝国とシク教団との戦争で（詳しくはシク王国を参照）、父のグル・アルジュンが殺害された仇を討つ為にグル・ハルゴービンドは護衛兵を備え、彼らに武術を教えた。
その後、インド帝国の時代になるとインドの伝統的な武術の多くが弱められたり、禁止されていった。シク教徒の大学が出来たとき、フェンシングのルールをガッカにあてはめた。シク教徒はセポイの乱の鎮圧を助けた。その結果として武術への規制は緩和されたが、パンジャーブの武術はかなり変化していった。
この頃からパンジャービ武術をガッカと呼ぶようになったという。ガッカという言葉の語源は、稽古に使う棒の事と言う説、サンスクリット語で槍を表す「ガッダ」から来ているという説、パンジャーブ語で希望や開放を表す「Gat」と所属を表す「Ka」から来たという説もある。ガッカはインド帝国の陸軍によって主に練習された。1880年頃には、ラスミ(儀式中心)とケール(スポーツ中心)と呼ばれる2派に分かれた。
インドが独立すると、ガッカは復活し始めた。国際ガッカ連盟が1982年に設立されて、そしてガッカは現在、スポーツや剣舞として人気があり、シク教徒の祭りでしばしば見られるようになった。復活以来「ガッカ」という言葉はシク教徒の武術全体に広げられるようになり、様々な武器術もガッカとして行われるようになった。最近は、16〜18世紀の技術を復興させようとしている。

## 武器
武器の性質によって技術が出来ていて、武器の正しい使用法はガッカの中心である。刀がメインの武器だが、様々な武器を組み合わせて使用する。
ガッカで使用される主な武器
- タルワール: インドで使われる曲刀
- ペシュカルジ: 短剣の一種
- チュリ: ナイフの一種
- バルチャ: 槍
- ククリナイフ
- カーンダー: シク教徒やラージプートの伝統的な直刀
- キルパン: 洗礼したシク教徒が身につける鋭い儀式用の剣
- ジャマダハル: 鎧通しの一種。
- バグ･ナック: 手かぎに似た手につける武器
- Aara: 長さが1〜3mまでの竹の棒むちなどウルミのような武器。
- チャクラム: 輪っかのような武器。投げて使う。小さいものをメリケンサックのように使う事も出来る。
- 弓矢: 木、角、および腱質で作った弓とアシで作った矢を遣う。

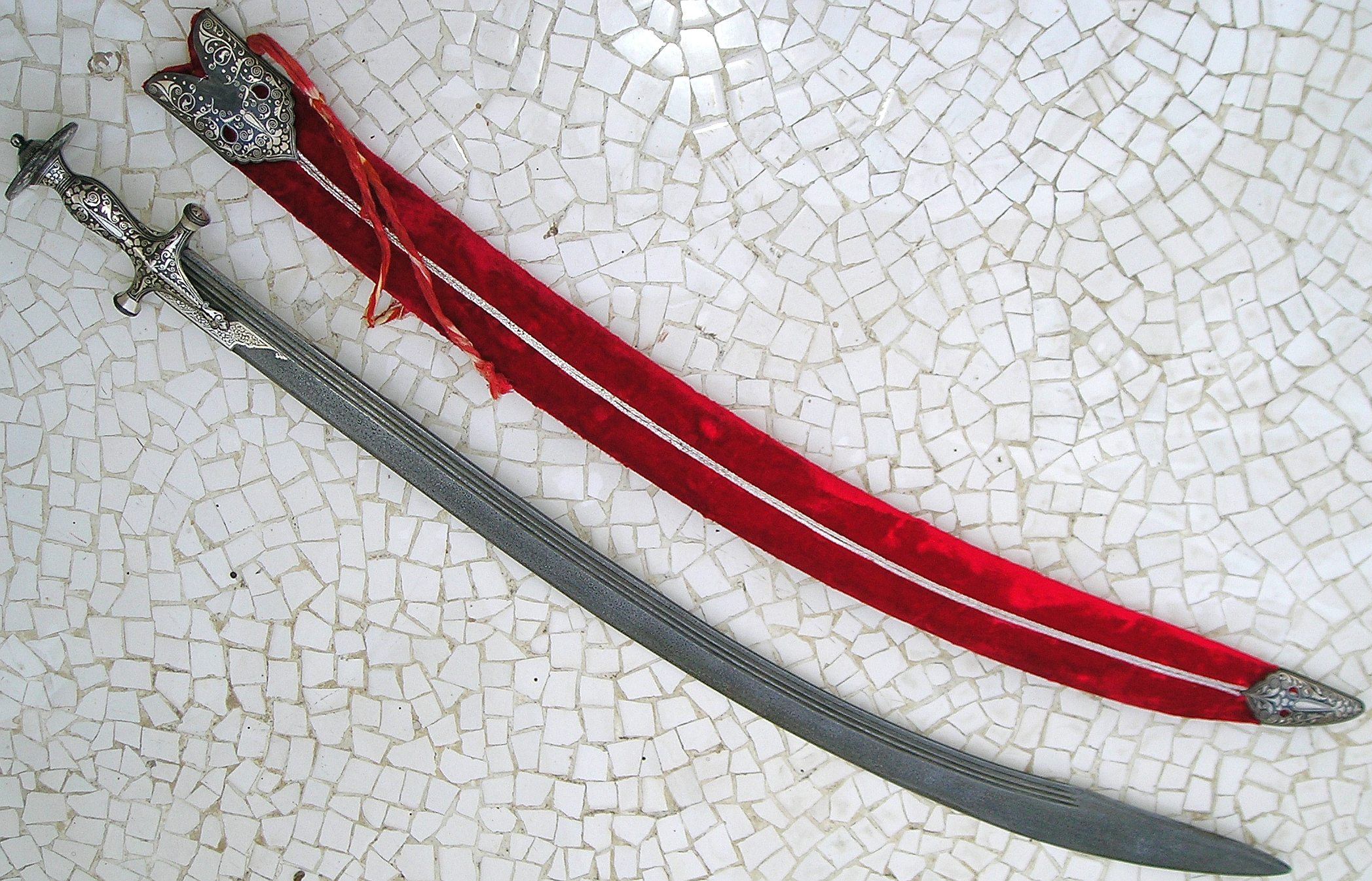
タルワール
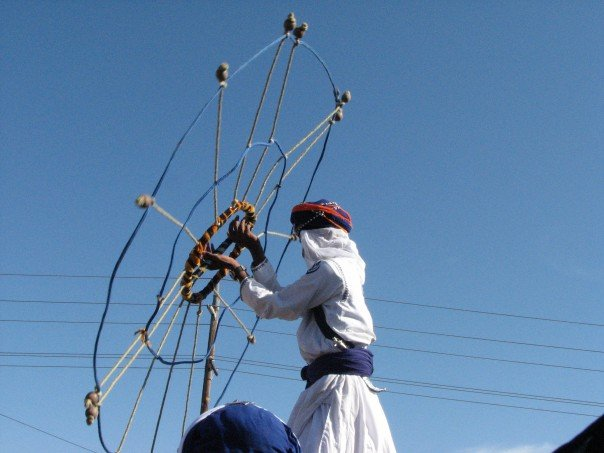
チャクラムを使うインド人
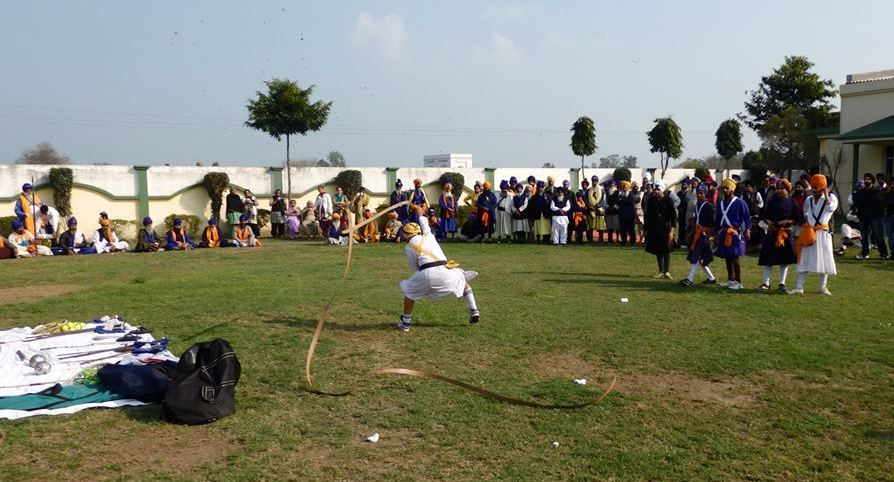
Aara
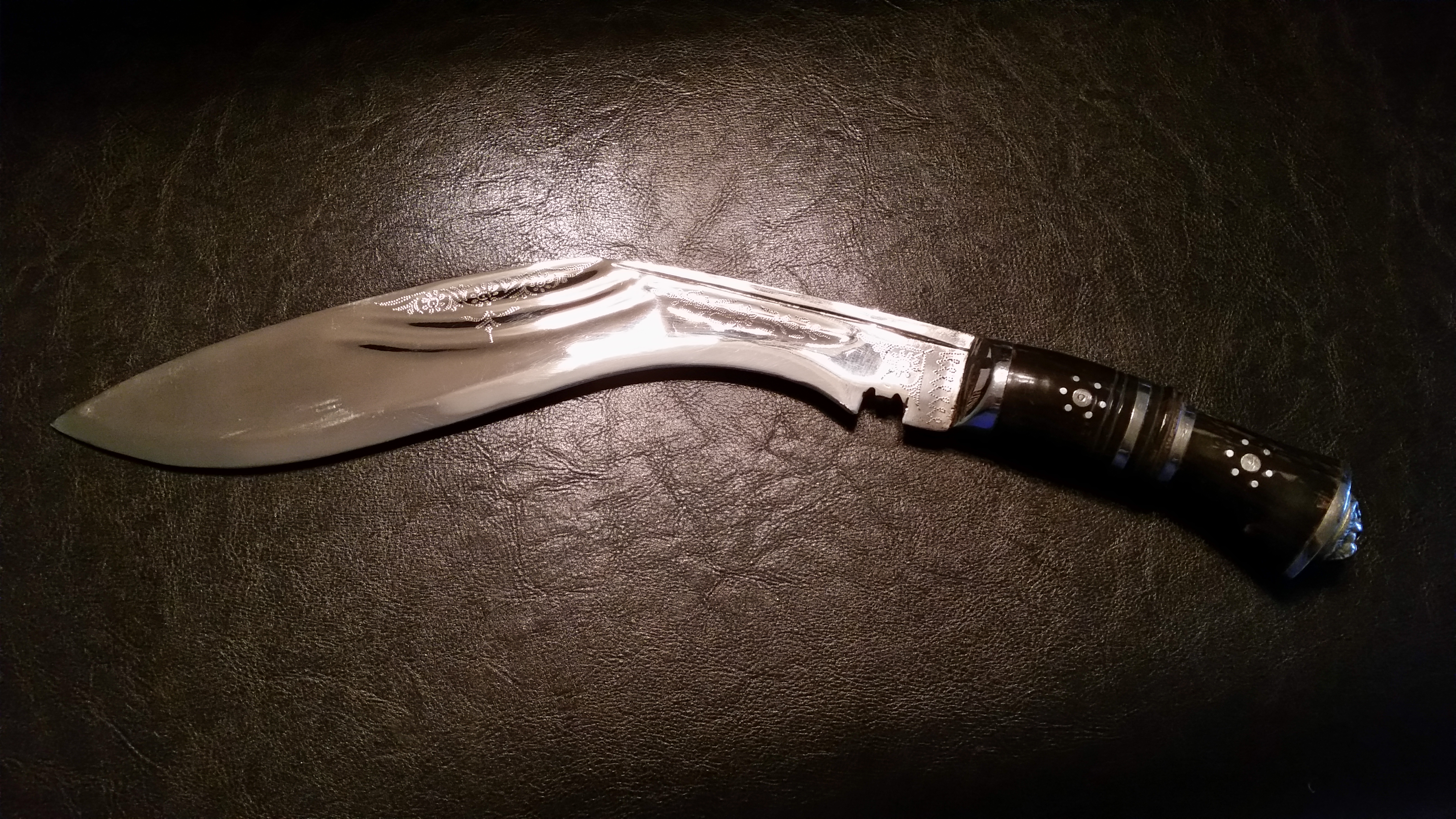
ククリナイフ
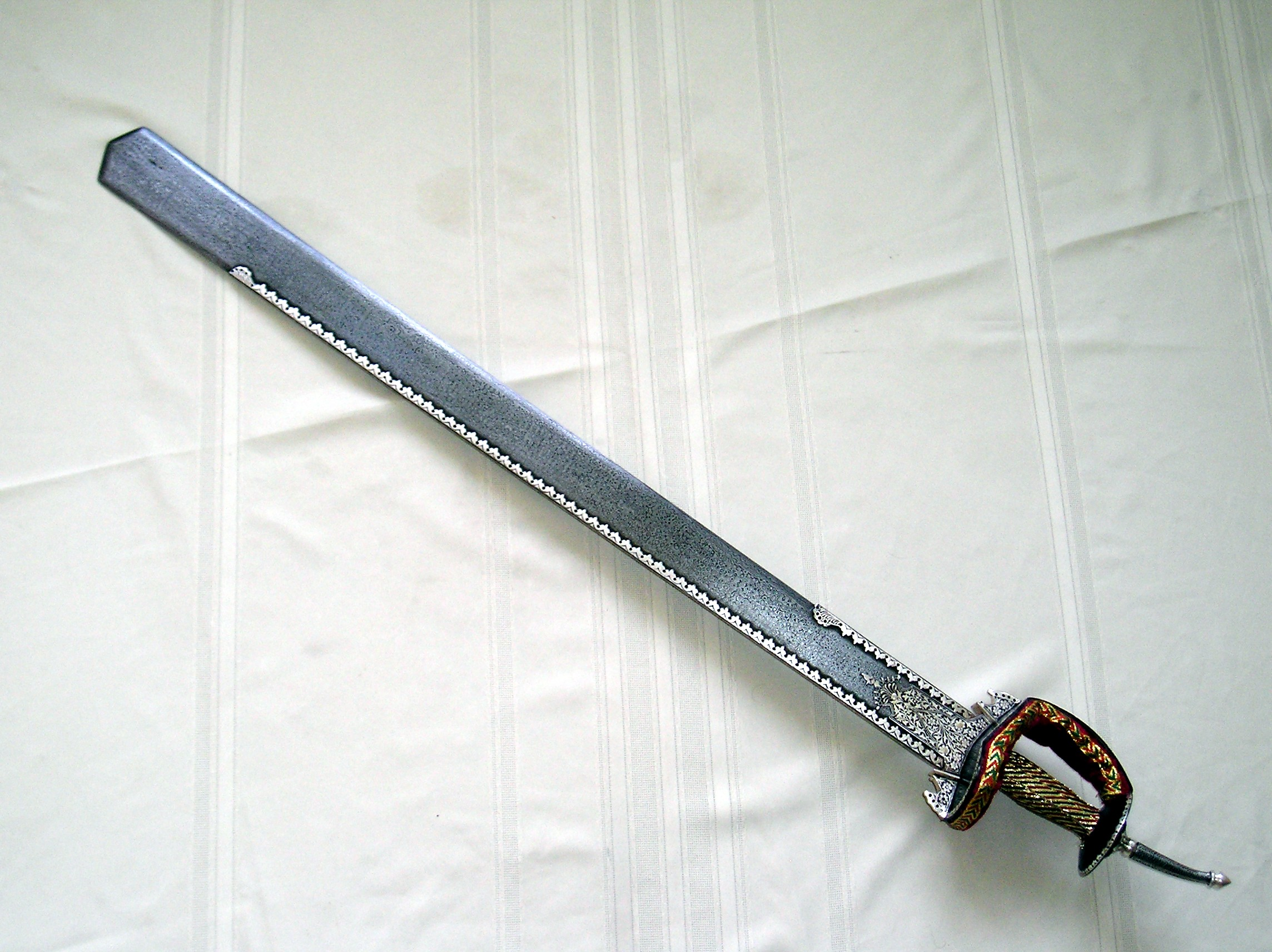
カーンダー
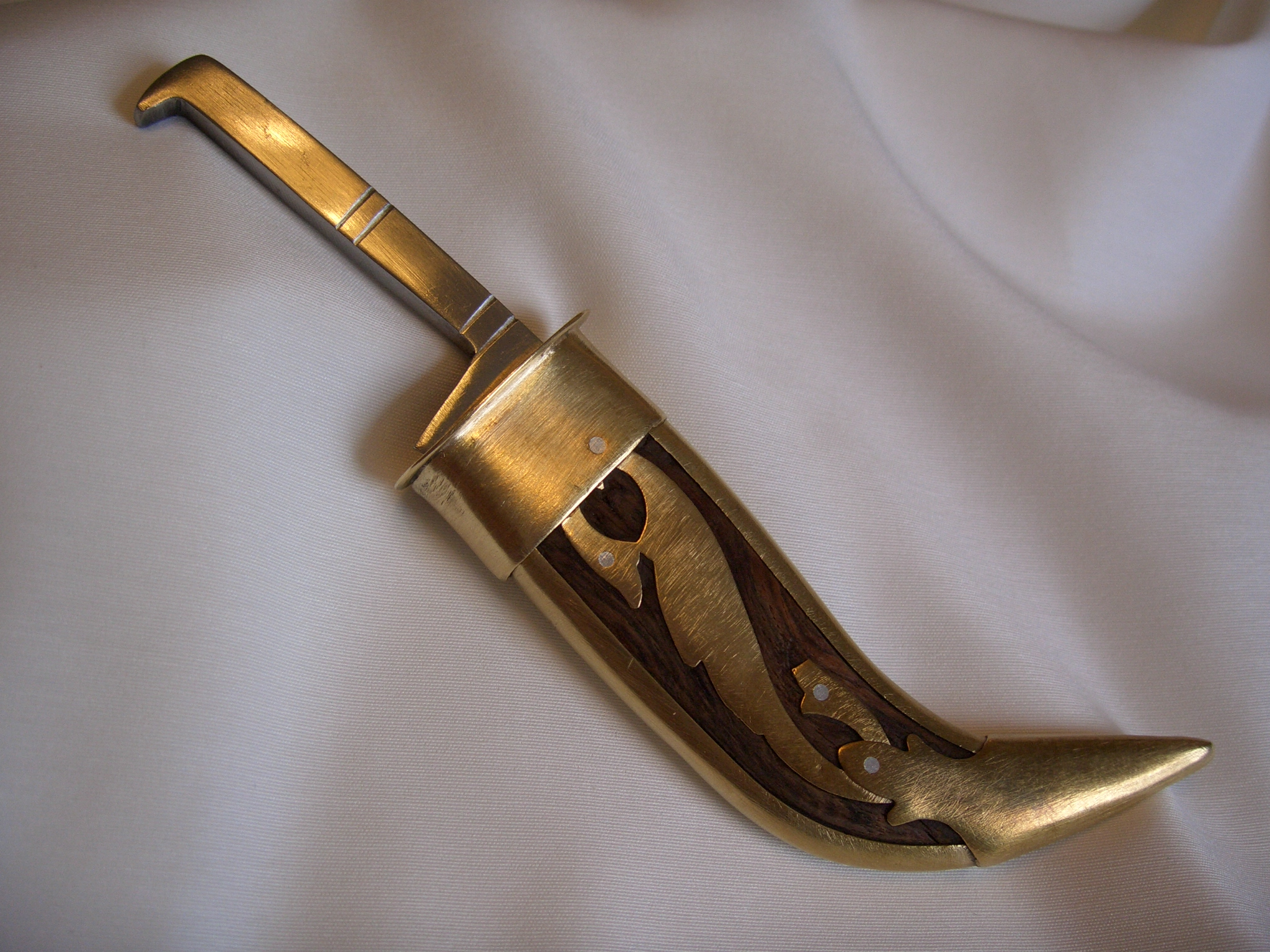
キルパン
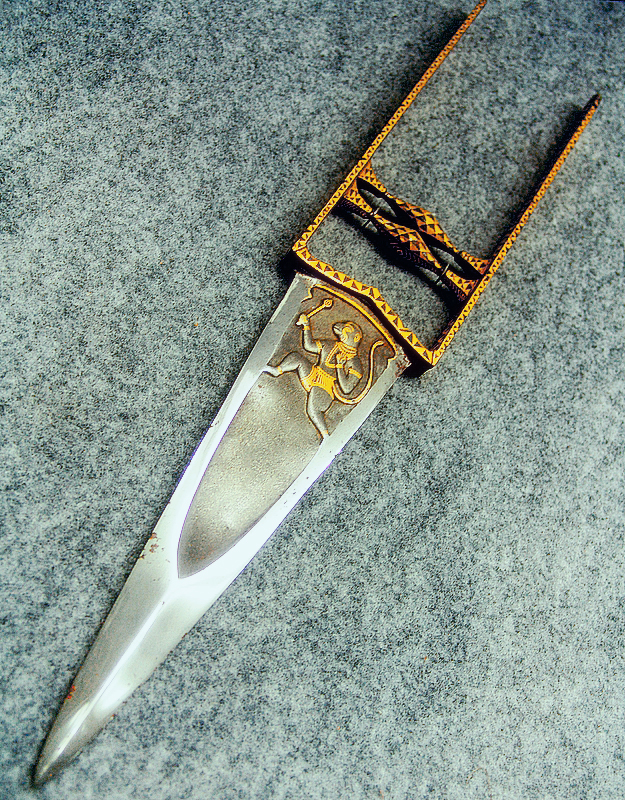
ジャマダハル
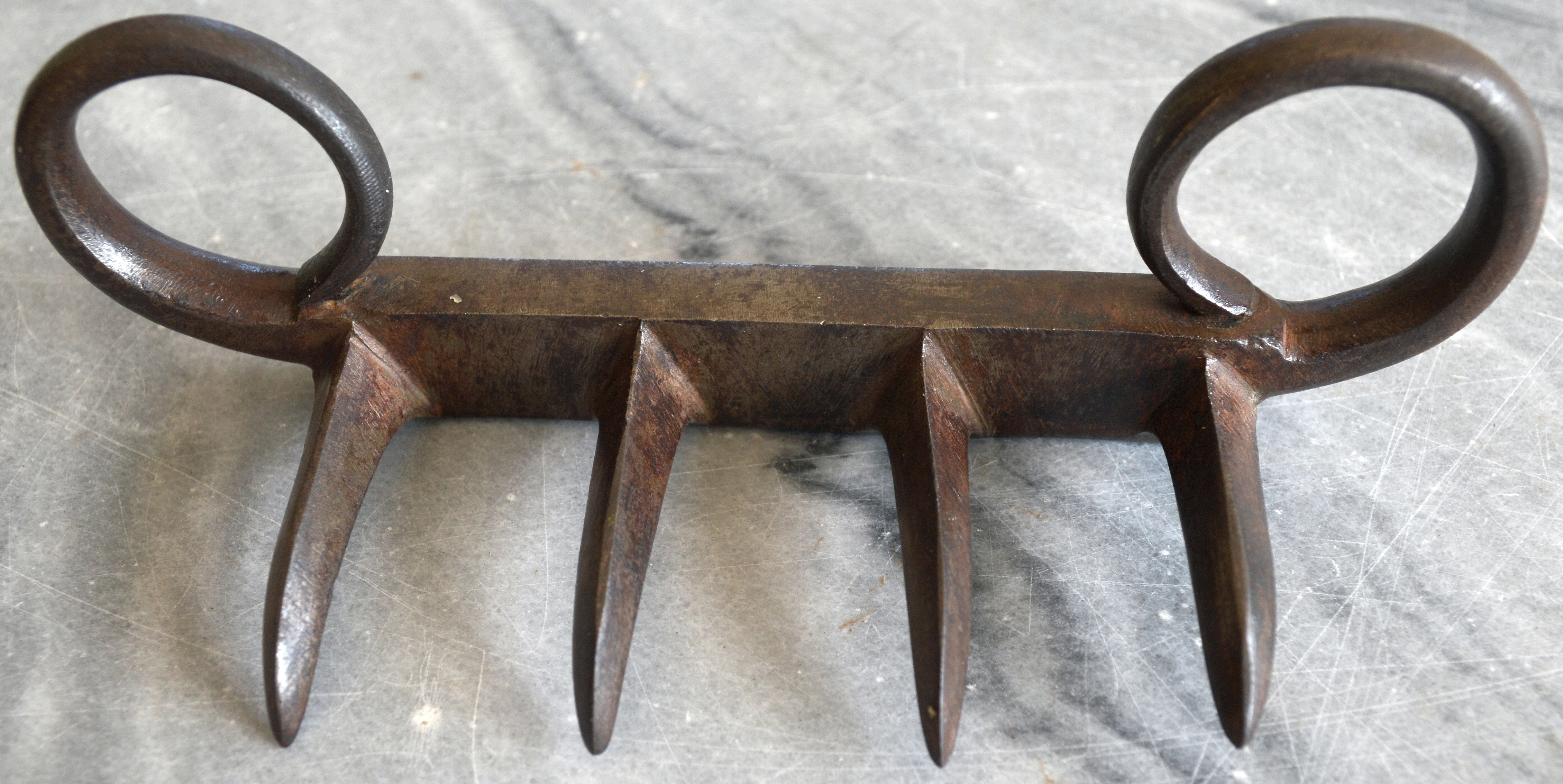
バグ･ナック